# قمة جامعة الدول العربية الطارئة 1990
في العاشر من أغسطس/آب عام 1990، انعقدت قمة طارئة جامعة الدول العربية في القاهرة، مصر، لمعالجة الغزو العراقي للكويت، الذي بدأ في الثاني من أغسطس/آب. كان من المقرر في البداية أن تُعقد القمة في التاسع من أغسطس/آب، لكنها أُجّلت بسبب اختلاف وجهات النظر. ومع ذلك، أشار بعض المتحدثين الرسميين إلى أن التأجيل كان يهدف إلى منح الوفدين التونسي واليمني وقتًا إضافيًا للوصول.
عُقدت القمة بدعوة من الرئيس المصري حسني مبارك. وخلافًا للإجراءات المتبعة، لم يُعقد أي اجتماع تحضيري لوزراء الخارجية لوضع جدول أعمال القمة. ولم تحضر تونس، التي استضافت مقر جامعة الدول العربية آنذاك، القمة بعد رفض طلبها تأجيل الاجتماع إلى ما بعد جلسة وزارية. تزامن توقيت دعوة الرئيس مبارك للقمة مع خطاب الرئيس الأمريكي جورج بوش الأب الذي أعلن فيه نشر القوات الأمريكية في السعودية، وكذلك إعلان العراق عن وحدته مع الكويت، واصفًا إياها بأنها «نهائية ولا رجعة فيها».

## القمة
بدأ المؤتمر في تمام الساعة 12:20 ظهرًا بخطاب ألقاه الرئيس حسني مبارك، أكد فيه على ضرورة انسحاب القوات العراقية فورًا من الأراضي الكويتية، والامتناع عن التدخل في الشؤون الداخلية للكويت، وإلغاء جميع القرارات والإجراءات المتخذة بما يخالف هذه المبادئ. اعترض ممثل العراق على مشاركة الوفد الكويتي. توقفت أعمال القمة بسبب نزاع بين رئيسها الرئيس مبارك والزعيم الليبي معمر القذافي حول شرعية اعتماد القرار دون إجماع، كما هو منصوص عليه في الميثاق. ادعى مبارك أن الاقتراح نشأ من الممثل العماني، فهر بن تيمور، نائب رئيس الوزراء لشؤون الأمن والدفاع.

## المشاركون في القمة
| البلد     | الممثل                                                                |
| --------- | --------------------------------------------------------------------- |
| الجزائر   | الرئيس الشاذلي بن جديد                                                |
| البحرين   | الأمير عيسى بن سلمان آل خليفة                                         |
| جيبوتي    |                                                                       |
| مصر       | الرئيس حسني مبارك                                                     |
| الأردن    | الحسين بن طلال                                                        |
| العراق    | النائب الأول لرئيس مجلس الوزراء وعضو مجلس قيادة الثورة طه ياسين رمضان |
| الكويت    | رئيس الوزراء سعد العبد الله السالم الصباح                             |
| لبنان     | الرئيس إلياس الهراوي                                                  |
| ليبيا     | القائد معمر القذافي                                                   |
| موريتانيا | الرئيس معاوية ولد سيدي أحمد الطايع                                    |
| المغرب    | الملك الحسن الثاني بن محمد                                            |
| عمان      | نائب رئيس الوزراء لشؤون الأمن والدفاع فهر بن تيمور                    |
| قطر       | الأمير خليفة بن حمد آل ثاني                                           |
| فلسطين    | الرئيس ياسر عرفات                                                     |
| السعودية  | الملك فهد بن عبد العزيز آل سعود                                       |
| الصومال   |                                                                       |
| السودان   | الرئيس عمر البشير                                                     |
| سوريا     | الرئيس حافظ الأسد                                                     |
| اليمن     | الرئيس علي عبد الله صالح                                              |

## البيان الختامي
- مع (12): البحرين، جيبوتي، مصر، الكويت، لبنان، المغرب، عُمان، قطر، السعودية، الصومال، سوريا، الإمارات العربية المتحدة
- ضد (2): العراق، ليبيا
- تحفّظ (3): موريتانيا، فلسطين، السودان
- امتناع (3): الجزائر، الأردن، اليمن

المصدر: 

## ردود الفعل
أشاد المتحدث باسم البيت الأبيض مارلن فيتزواتر بمبادرة جامعة الدول العربية ووصفها بأنها «بيان إيجابي ومهم»، حيث عبر عن «إدانة قوية لأفعال العراق وأعرب عن دعمه القوي لسيادة الكويت».